# Tuđemili
Tuđemili (cyr. Туђемили) – wieś w Czarnogórze, w gminie Bar. W 2011 roku liczyła 146 mieszkańców.